# Heja
Heja is een Nederlands historisch merk van motorfietsen.
De bedrijfsnaam was: HE-JA Motors, Nieuwerbrug
Henk Jager was een Nederlandse framebouwer die in 1979 begon met de bouw van crossers met Sachs-tweetaktblokken. Het bleef bij 50- en 80 cc-modellen, die soms bij Batavus gebouwd werden.

## Technische gegevens
| Heja                 | Sachs 50                                                 | Sachs 80                                                 |
| -------------------- | -------------------------------------------------------- | -------------------------------------------------------- |
| Periode              | 1979-1982                                                | 1981-1982                                                |
| Categorie            | crossmotor/grasbaanracer                                 | crossmotor/grasbaanracer                                 |
| Motortype            | tweetakt                                                 | tweetakt                                                 |
| Koeling              | water                                                    | water                                                    |
| Ontsteking           | Motoplat thyristor                                       | Motoplat thyristor                                       |
| Bouwwijze            | dwarsgeplaatste eencilinder                              | dwarsgeplaatste eencilinder                              |
| boring               | 40 mm                                                    | 48 mm                                                    |
| slag                 | 39,7 mm                                                  | 44 mm                                                    |
| Cilinderinhoud       | 49,9 cc                                                  | 79,6 cc                                                  |
| Compressieverhouding | 11:1                                                     | 12,5:1                                                   |
| Carburateur          | Bing 28 mm                                               | onbekend                                                 |
| Max. Vermogen        | 14,5 pk bij 12.500 tpm                                   | 20 pk bij 11.500 tpm                                     |
| Aandrijving          | Ketting                                                  | Ketting                                                  |
| Rijwielgedeelte      | dubbel wiegframe, buisframe                              | dubbel wiegframe, buisframe                              |
| Voorwielophanging    | Marzocchi-telescoopvork                                  | Marzocchi-telescoopvork                                  |
| Achterwielophanging  | swingarm met twee Sachs Hydro Cross-veer/demperelementen | swingarm met twee Sachs Hydro Cross-veer/demperelementen |
| Leeg gewicht         | 64 kg                                                    | 72 kg                                                    |